# Caída del hombre

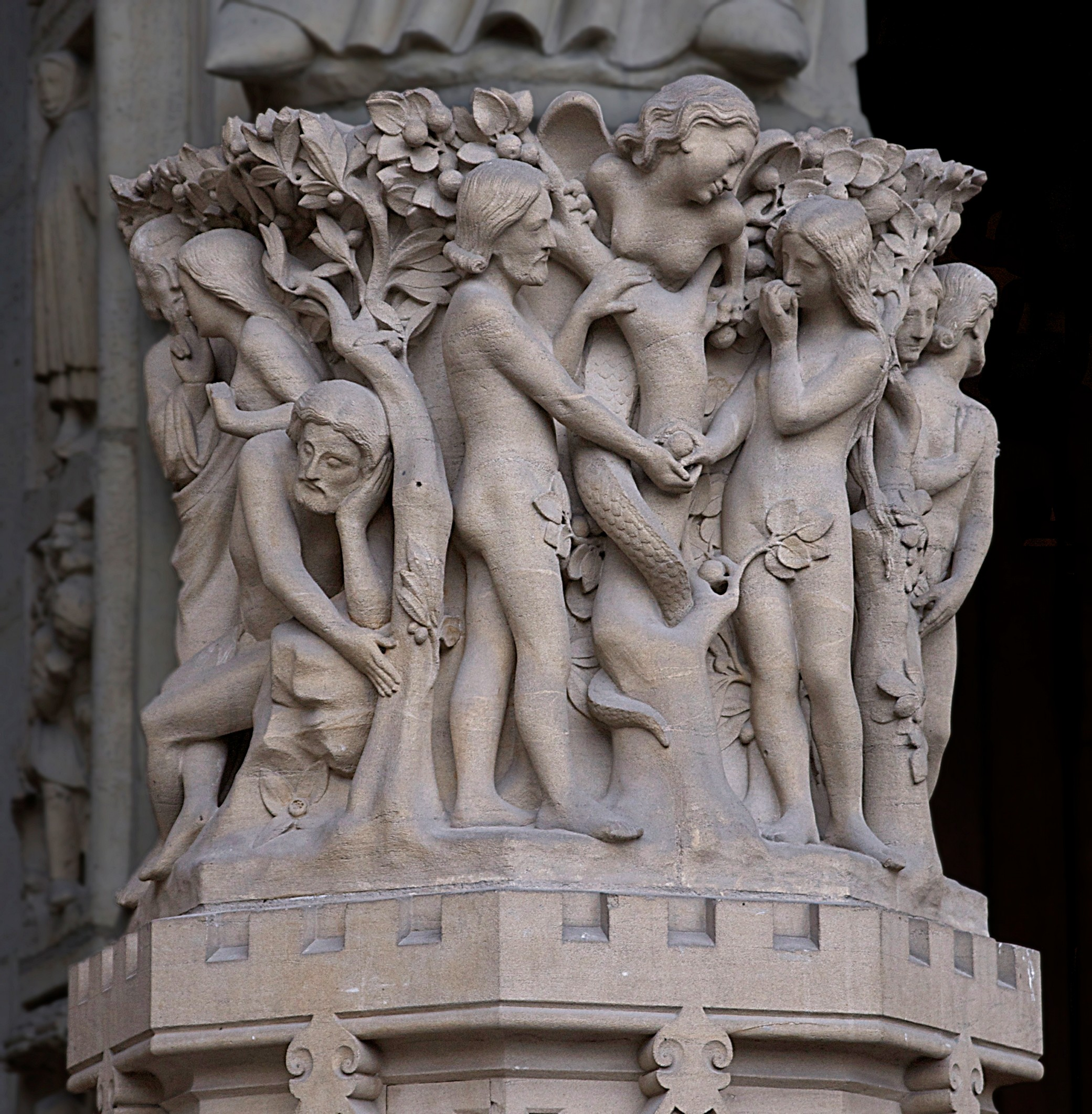
Adán, Eva y una serpiente femenina en la entrada de Notre Dame de París

La caída del hombre, la caída de Adán, o simplemente la caída, es un término utilizado en el cristianismo para describir la transición del primer hombre y la primera mujer de un estado de obediencia inocente a Dios a un estado de desobediencia culpable. La doctrina de la Caída proviene de una interpretación bíblica del Génesis, capítulos 1-3. Al principio, Adán y Eva vivían con Dios en el Edén, pero la serpiente los tentó para que comieran el fruto del árbol del conocimiento del bien y del mal, que Dios había prohibido. Después de hacerlo, se avergonzaron de su desnudez y Dios los expulsó del Jardín para evitar que comieran del árbol de la vida y se convirtieran en inmortal.
Para muchas denominaciones cristianas, la doctrina de la Caída está estrechamente relacionada con la del pecado original. Creen que la Caída introdujo el pecado en el mundo, corrompiendo todo el mundo natural, incluida la naturaleza humana, haciendo que todos los humanos nacieran en pecado original, un estado del que no pueden alcanzar la vida eterna sin la gracia divina. La Iglesia ortodoxa acepta el concepto de la Caída, pero rechaza la idea de que la culpa del pecado original se transmita de generación en generación, basándose en parte en el pasaje de Ezequiel 18:20 que dice que un hijo no es culpable de los pecados de su padre. Los protestantes calvinistas creen que Jesús dio su vida como sacrificio por los elegidos, para que puedan ser redimidos de su pecado. El lapsarianismo, entendiendo el orden lógico de los decretos de Dios en relación con la Caída, es dividido por algunos calvinistas en supralapsariano (prelapsariano, pre-lapsariano o antelapsariano, antes de la Caída) e infralapsariano (sublapsariano o postlapsariano, después de la Caída).
La narración del Jardín del Edén y la caída del hombre constituye una verdad bíblica compartida por todas las religiones abrahámicas, con una presentación más o menos simbólica de la moral y las creencias religiosas judeocristianas, que tuvo un impacto abrumador en los roles de género y las diferencias entre los sexos tanto en el mundo occidental como en el islámico. A diferencia del cristianismo, el judaísmo y el islam no tienen el concepto de "pecado original" y, en cambio, han desarrollado otras interpretaciones diferentes del relato del Edén.

## Génesis 3
La doctrina de la caída del hombre se extrapola de la exégesis cristiana del Génesis 3. Según la narración, Dios crea a Adán y Eva, el primer hombre y la primera mujer. Dios los coloca en el Jardín del Edén y les prohíbe comer el fruto del árbol de la ciencia del bien y del mal. La serpiente tienta a Eva para que coma la fruta del árbol prohibido, que comparte con Adán, e inmediatamente se avergüenzan de su desnudez. Posteriormente, Dios destierra a Adán y Eva del Jardín del Edén, condena a Adán a trabajar para conseguir lo que necesita para vivir y condena a Eva a dar a luz con dolor, y coloca querubines para custodiar la entrada, de modo que Adán y Eva nunca coman del "árbol de la vida".
El Libro de los Jubileos da marcos temporales para los eventos que condujeron a la caída del hombre afirmando que la serpiente convenció a Eva de comer la fruta el día 17, del segundo mes, en el octavo año después de la creación de Adán (3:17). También afirma que fueron expulsados del Jardín en la luna nueva del 4.º mes de ese año (3:33).

## Interpretaciones

### Inmortalidad
Los exégetas cristianos de Génesis 2:17 ("porque el día que comas de él morirás") han aplicado el principio del día-año para explicar cómo Adán murió en un día. Salmos 90:4, 2 Pedro 3:8 y Jubileos 4:29-31 explicaron que, para Dios, un día equivale a mil años y, por tanto, Adán murió en ese mismo "día". La Septuaginta griega, por otra parte, tiene "día" traducido en la palabra griega para un período de veinticuatro horas (ἡμέρα, hēméra).
Según la narración del Génesis, durante la era antediluviana, la longevidad humana se acercaba a un milenio, como el caso de Adán que vivió 930 años. Así, "morir" se ha interpretado como convertirse en mortal. Sin embargo, la gramática no apoya esta lectura, ni tampoco la narrativa: Adán y Eva son expulsados del Jardín para que no coman del segundo árbol, el árbol de la vida, y obtengan la inmortalidad.

### Pecado original

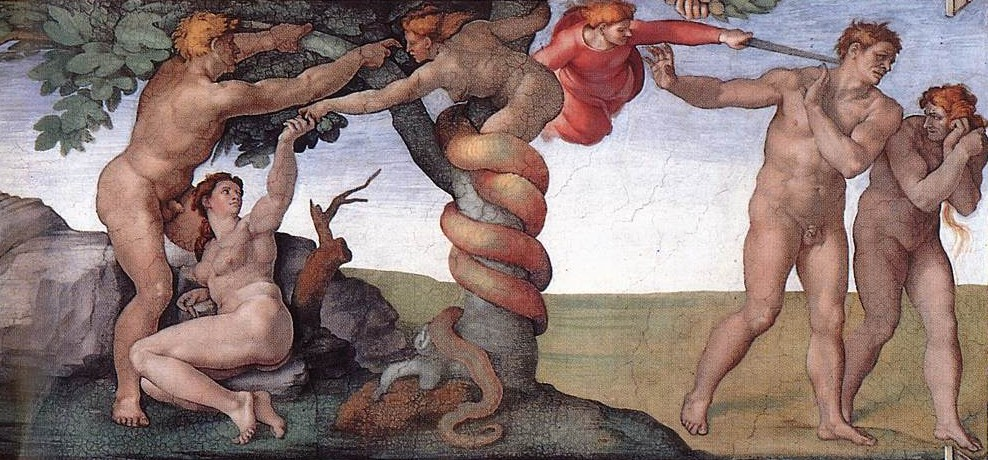
La caída representada en la Capilla Sixtina por Miguel Ángel

El Catecismo de la Iglesia Católica dice: "El relato de la caída en el Génesis 3 utiliza un lenguaje figurado, pero afirma... que toda la historia humana está marcada por la falta original cometida libremente por nuestros primeros padres". San Beda y otros, especialmente Santo Tomás de Aquino, dijeron que la caída de Adán y Eva trajo "cuatro heridas" a la naturaleza humana, enumeradas por (STh I-II q. 85, a. 3). Son el pecado original (falta de gracia santificante y de justicia original), concupiscencia (las pasiones del alma ya no están ordenadas perfectamente al intelecto del alma), la fragilidad física y la muerte, y el intelecto oscurecido y la ignorancia. Estos negaron o disminuyeron los dones de Dios a Adán y Eva de justicia original o gracia santificante, integridad, inmortalidad y conocimiento infuso. Este primer pecado fue "transmitido" por Adán y Eva a todos sus descendientes como pecado original, haciendo que los humanos estuvieran "sujetos a la ignorancia, al sufrimiento y al dominio de la muerte, e inclinados al pecado".
A la luz de la moderna erudición bíblica, el futuro Papa Benedicto XVI declaró en 1986 que: "En el relato del Génesis... no se habla del pecado en general como una posibilidad abstracta, sino como un hecho, como el pecado de una persona concreta, Adán, que está en el origen de la humanidad y con el que comienza la historia del pecado.  El relato nos dice que el pecado engendra el pecado y que, por tanto, todos los pecados de la historia están relacionados entre sí. La teología se refiere a este estado de cosas con el término ciertamente engañoso e impreciso de "pecado original"". Aunque el estado de corrupción, heredado por los humanos tras el acontecimiento primaeval del Pecado Original, se llama claramente culpa o pecado, se entiende como un pecado adquirido por la unidad de todos los humanos en Adán y no como una responsabilidad personal de la humanidad. Incluso los niños participan de los efectos del pecado de Adán, pero no de la responsabilidad del pecado original, ya que el pecado es siempre un acto personal. Se considera que el Bautismo borra el pecado original, aunque los efectos en la naturaleza humana permanecen, y por esta razón, la Iglesia Católica bautiza incluso a los niños que no han cometido ningún pecado personal.
La ortodoxia oriental rechaza la idea de que la culpa del pecado original se transmita de generación en generación. Basa su enseñanza en parte en Ezequiel 18:20 que dice que un hijo no es culpable de los pecados de su padre. La Iglesia enseña que, además de su conciencia y su tendencia a hacer el bien, los hombres y las mujeres nacen con una tendencia a pecar debido a la condición caída del mundo. Sigue a Máximo el Confesor y a otros al caracterizar el cambio en la naturaleza humana como la introducción de una "voluntad deliberativa" (θέλημα γνωμικόν) en oposición a la "voluntad natural" (θέλημα φυσικόν) creada por Dios que tiende al bien. Así, según San Pablo en su epístola a los Romanos, los no cristianos pueden seguir actuando según su conciencia.
La ortodoxia cree que, aunque todo el mundo soporta las consecuencias del primer pecado (es decir, la muerte), sólo Adán y Eva son culpables de ese pecado. El pecado de Adán no se entiende sólo como desobediencia al mandamiento de Dios, sino como un cambio en la jerarquía de valores del hombre, que pasa del teocentrismo al antropocentrismo, impulsado por el objeto de su lujuria, fuera de Dios, en este caso el árbol que se veía como "bueno para comer", y algo "a desear", buscar la unión con Dios). El Señor Dios hizo ropas de piel para Adán y su mujer y los vistió. Y el Señor Dios dijo: "El hombre ha llegado a ser como uno de nosotros, conociendo el bien y el mal. No se le debe permitir extender la mano y tomar también del árbol de la vida y comer, y vivir para siempre". Así que el Señor Dios lo desterró del Jardín del Edén para que trabajara la tierra de la que había sido sacado. Después de expulsar al hombre, colocó en el lado oriental[e] del Jardín del Edén unos querubines y una espada flameante que iba de un lado a otro para guardar el camino hacia el árbol de la vida.

### Subordinación
Tradicionalmente, la mujer ha recibido la mayor parte de la culpa por la Caída de la humanidad. La exégesis de la subordinación es que las consecuencias naturales de la entrada del pecado en la raza humana, fue profetizada por Dios cuando se hizo la frase: el marido "se enseñoreará de ti". Esta interpretación se ve reforzada por los comentarios en la Primera epístola a Timoteo, donde el autor da una razón para ordenar que una mujer (NVI: posiblemente "esposa")

debe aprender en silencio y con plena sumisión. No permito que una mujer enseñe o asuma autoridad sobre un hombre (NVI: posiblemente "marido"); debe estar tranquila. Porque primero fue formado Adán y luego Eva. Y no fue Adán el que fue engañado; fue la mujer la que fue engañada y se convirtió en pecadora.

Por lo tanto, algunas interpretaciones de estos pasajes de Génesis 3 y 1 Timoteo 2 han desarrollado un punto de vista que considera a la mujer como portadora de la culpa de Eva y que la conducta de la mujer en la caída es la razón principal de su relación universal, intemporal y subordinada al hombre.
Alternativamente, Richard y Catherine Clark Kroeger argumentan que "hay una seria contradicción teológica en decirle a una mujer que cuando llega a la fe en Cristo, sus pecados personales son perdonados pero debe continuar siendo castigada por el pecado de Eva". Sostienen que los comentarios sentenciosos contra las mujeres en referencia a Eva son una "interpretación peligrosa, tanto en términos de teología bíblica como de la llamada al compromiso cristiano". Razonan que "si el Apóstol Pablo fue perdonado por lo que hizo ignorantemente en la incredulidad", incluyendo la persecución y el asesinato de cristianos, "y a partir de entonces se le concedió un ministerio, ¿por qué se les negaría el mismo perdón y ministerio a las mujeres" (por los pecados de su antecesora hace eones)? Al abordar esto, los Kroegers concluyen que Pablo se estaba refiriendo a la promesa de que a través de la derrota de Satanás en la cruz de Jesucristo, el hijo de la mujer (Jesús) aplastaría la cabeza de la serpiente, pero la serpiente sólo heriría el talón de su hijo.

### Revolución agrícola
Los aspectos simbólicos de la caída del hombre se suelen tomar como correlación con los conocimientos adquiridos por la experiencia a raíz de decisiones fatídicas. Parte del simbolismo de la narración de Génesis 3 puede estar relacionado con la experiencia de la revolución agrícola. La serpiente del relato del Génesis puede representar los cambios estacionales y la renovación, como ocurre con el simbolismo de los mitos sumerios, egipcios y otros mitos de la creación. En los mitos de creación de Mesoamérica, Quetzalcóatl, una deidad agrícola con forma de serpiente emplumada, se asocia con el aprendizaje y la renovación. El protagonismo de Eva en la narración del Génesis puede atribuirse al interés de las mujeres neolíticas por abandonar la vida de recolectoras en favor de los cultivos. También es posible que las mujeres hayan asumido necesariamente el papel de organizadoras en los primeros asentamientos agrícolas, liderando así el cambio a la sociedad agraria. Aunque estos asentamientos pueden haber sido relativamente igualitarios en comparación con las sociedades más modernas, la narración del Génesis puede interpretarse como un duelo por la vida de los cazadores-recolectores como un paraíso perdido.

## Conceptos similares
En el gnosticismo, la serpiente bíblica del Jardín del Edén fue alabada y agradecida por traer el conocimiento (gnosis) a Adán y Eva y, por lo tanto, liberarlos del control malévolo del Demiurgo. Las doctrinas cristianas gnósticas se basan en una cosmología dualista que implica el eterno conflicto entre el bien y el mal, y en una concepción de la serpiente como salvador liberador y otorgador de conocimiento a la humanidad opuesta al Demiurgo o deidad creadora, identificado con el Dios hebreo del Antiguo Testamento. Los cristianos gnósticos consideraban al Dios hebreo del Antiguo Testamento como el malvado, falso dios y creador del universo material, y a la Dios desconocido del Evangelio, padre de Jesucristo y creador del mundo espiritual, como el Dios verdadero y bueno. Fueron considerados como herejes por el Cristianismo proto-ortodoxo Padres de la Iglesia.
En el Islam, Adán y su esposa fueron engañados por Shayṭān, quien los tentó con la inmortalidad y un reino que nunca decae, diciendo: "Vuestro Señor sólo os ha prohibido este árbol, para que no os convirtáis en ángeles o en seres que vivan eternamente". Adán y Eva habían sido advertidos de las intrigas de Shayṭān contra ellos, y Dios les había ordenado evitar el árbol al que Shayṭān se refería. Aunque Dios les había recordado que había suficiente provisión para que "no pasaran hambre ni estuvieran desnudos, ni sufrieran de sed, ni del calor del sol", finalmente cedieron a la tentación de Shayṭān y participaron del árbol de todos modos. Después de este pecado, su "desnudez se les presentó: comenzaron a coser, para cubrirse, hojas del Jardín", y posteriormente fueron enviados desde el Paraíso a la tierra con "enemistad entre ellos". Sin embargo, Dios también les dio la seguridad de que "cuando os venga de Mí una guía, el que siga mi guía no se extraviará ni sufrirá". Dentro del Islam, la secta alauita creía que una vez fueron estrellas luminosas que adoraban a Ali Ibn Abi Tálib en un mundo de luz, pero que al cometer pecados de orgullo fueron desterrados de su estado anterior y obligados a transmigrar en el mundo de la materia.
En el clásico zoroastrismo, la humanidad ha sido creada para resistir las fuerzas de la decadencia y la destrucción mediante buenos pensamientos, palabras y acciones. No hacerlo conduce activamente a la miseria para el individuo y para su familia. Ésta es también la moraleja de muchas de las historias del Shāhnāmé, el texto clave de la mitología persa.

## Literatura y arte

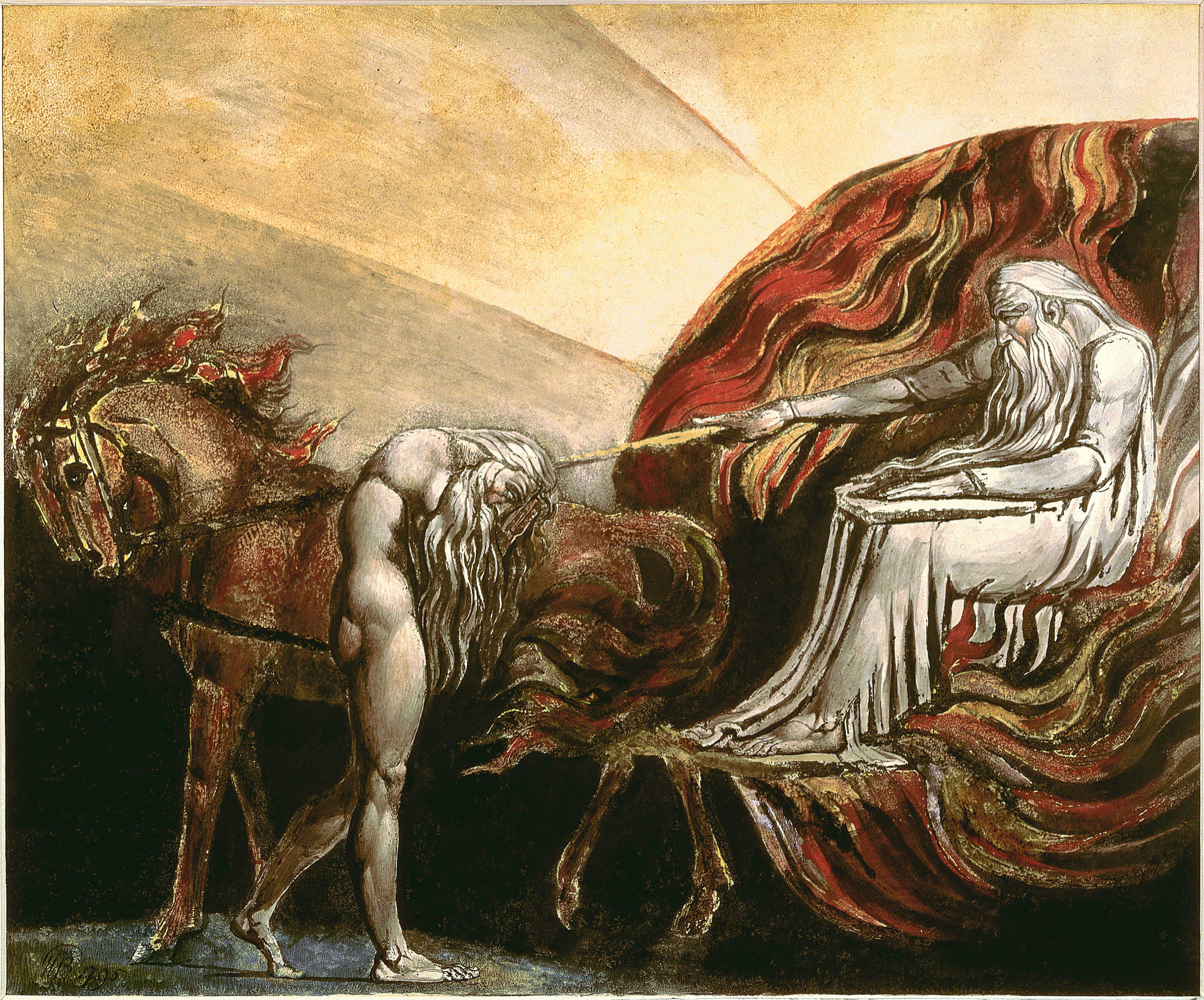
Impresión en color de William Blake del original Dios Juzgando a Adán, compuesto en 1795. Este grabado se encuentra actualmente en la Tate Collection. En la historia bíblica, el juicio de Dios es el resultado de la caída del hombre.

En la obra de William Shakespeare Enrique V (1599), el Rey describe la traición de Lord Scroop -un amigo desde la infancia- como "como otra caída del hombre", refiriéndose a la pérdida de su propia fe e inocencia que la traición ha causado.
En la novela Perelandra (1943) de C. S. Lewis, el tema de la caída se explora en el contexto de un nuevo Jardín del Edén con unos nuevos Adán y Eva de piel verde en el planeta Venus, y con el protagonista - el erudito de Cambridge Dr. Ransom - transportado allí y con la misión de frustrar a Satanás y evitar una nueva caída.
En la novela La caída (1956) de Albert Camus, el tema de la caída se enuncia a través del relato en primera persona que se hace en la Ámsterdam de la posguerra, en un bar llamado "Ciudad de México". Confesando a un conocido, el protagonista, Jean-Baptiste Clamence, describe la inquietante consecuencia de su negativa a rescatar a una mujer que había saltado desde un puente hasta morir. Se exploran los dilemas de la conciencia occidental moderna y los temas sacramentales del bautismo y la gracia.
J. R. R. Tolkien incluyó como nota a sus comentarios sobre el Diálogo de Finrod y Andreth (publicado póstumamente en 1993) el Cuento de Adanel que es una reimaginación de la caída del hombre dentro de su mythos de la Tierra Media. La historia presenta a Melkor seduciendo a los primeros Hombres haciéndoles adorarle a él en lugar de a Eru Ilúvatar, lo que lleva a la pérdida de la condición "edénica" de la raza humana. La historia forma parte de El anillo de Morgoth.
Tanto en Ishmael de Daniel Quinn (1992) y La Historia de B (1996), se propone que la historia de la caída del hombre fue pensada por primera vez por otra cultura que observaba el desarrollo de la ahora dominante agricultura totalitaria.
En la serie La materia oscura de Philip Pullman (1995, 1997, 2000), la caída se presenta de forma positiva, ya que es el momento en el que el ser humano alcanza la autoconciencia, el conocimiento y la libertad. Pullman cree que no vale la pena ser inocente si el precio es la ignorancia.
La novela El señor de las moscas explora la caída del hombre. El argumento presenta a niños jóvenes e inocentes que se convierten en salvajes cuando quedan varados en una isla desierta. El señor de las moscas se llamaba originalmente Los extraños del interior, mostrando también su visión de la naturaleza humana.
El tema también se representa con frecuencia en el arte histórico europeo. Lucas van Leyden, grabador y pintor holandés del Renacimiento, creó varias xilografías con Adán y Eva (dos de ellas forman parte de su serie El poder de las mujeres).